# 青柳幸一
青柳 幸一（あおやぎ こういち、1948年〈昭和23年〉 - ）は、日本の法学者。専門は憲法。学位は博士（法学）（慶應義塾大学・論文博士・2010年）。元司法試験考査委員。人権の基礎理論（個人の尊厳など）、社会的少数者の人権・人権の司法的保障を中心に研究していた。

## 略歴
獨協大学法学部卒業。慶應義塾大学大学院法学研究科博士課程単位取得満期退学。横浜国立大学大学院国際法学研究科助教授、同・教授、筑波大学法科大学院教授等を経て、2002年4月から2005年10月まで旧司法試験考査委員（憲法）、2005年4月から2015年9月8日まで新司法試験考査委員（憲法、2005年10月以降は同主査）を歴任。2011年4月から2015年9月12日まで明治大学法科大学院教授。博士（法学）（乙種博士）（慶應義塾大学・2010年）。
自身の結婚式では、芦部信喜が仲人を務めた。芦部とは、芦部が非常勤講師で慶應義塾大学の博士課程で授業を担当してからの付き合いであり、東京大学の研究室に行って教えを受けることもあったという。そのため、青柳は、自身を芦部の「傍系の弟子」と自称する。芦部には、「青柳君はいつまでも子供みたいだ」と言われたという。芦部が亡くなった際には、「これからも、私が死ぬまで、……先生の『教え』を実践していきたいと思います。先生、見ていて下さい」とのコメントを残している。

## 人物

### 法科大学院と司法試験制度についての理念
青柳は、筑波大学が法科大学院を設置してそこに着任した際、「『理性の府』であるべきはずの大学でも、自己保身や私利私欲、事勿れ主義が多く見られる。私は、大学は勿論のこと、公正で、明確な問題解決を行う社会に変わって欲しいと願っている。……。そのような社会を担うためにも、真に『基本的人権を擁護し、社会正義を実現することを使命とする』（弁護士法1条）『善き法曹人』を養成する必要がある」と述べている。
また、合格者数に枠を設けることに反対の立場を採り、「法科大学院できちんと勉強し、新司法試験で一定の成績を収めた者はすべて合格にする制度が良い」と主張している。なお青柳本人によると、「青柳先生の授業を受けることができただけで、筑波大学法科大学院に入学した甲斐がありました」という言葉が寄せられたという。また、筑波大学法科大学院が開校して最初の授業は、青柳の「憲法Ⅰ」の授業だったと述べている。
法科大学院の授業については、「自説のみを押し付ける授業や、自説の立場からのみ判例に批判的に言及するだけの授業は、『不可』である」、「教える者も人間性豊かで、責任感と倫理観に富む人間でなければならない」、「真面目に勉強する学生の、正当な権利・利益を侵害することがあってはならない」と述べている。

### 教科書の装丁へのこだわり
自著、『憲法』（尚学社）の表紙は、「自分のアイデアで装幀もした」として白色のカラーリリーの絵が描いてある。青柳によると、「私の大好きな花のひとつであるカラーの花（花言葉は、熱血・聡明・清純・清浄・乙女のしとやかさ・素晴らしい美・歓喜・夢などがあるが、白いカラーの花言葉は愛情）をプレゼントしたいという『おもい』を込めている」という。

### 大学教員として
大学では、著書に「慶応大院修了」以降の経歴しか書かないなどのプライドの高さが貴族に例えられる点、及び、青柳の「柳」が「卿」の字に似ている点から、「ブルー卿」と呼ばれている。
講義については、「考査委員の先生の指導を受ければ有利だと考える学生が多く、講義は人気だった」という。他方で、「受講生に対して『欲しければ著書にサインをしてあげる』とメールを送るなど変わった一面もあった」、「お気に入りの女子学生を高級飲食店などへ食事に連れて行っており、人間的には変わっていると思った」との声もあった。試験問題漏洩の場となった研究室については、入室を許される学生は僅かだったとして、青柳の「聖域」だったと報道されている。

## 司法試験問題漏洩

### 考査委員解任と刑事告発
2015年（平成27年）9月8日、同年5月の司法試験において、自身が作成した試験問題を教え子の20代女性受験者Aに漏洩させたとして、法務省から考査委員を解任されるとともに、国家公務員法（守秘義務）違反容疑で東京地検特捜部に告発された。司法試験の漏洩により法務省が刑事告発するのは初めてであった。
発覚の経緯は、Aの答案が、考査委員らしか知り得ない模範解答例と酷似し、他の受験生に比べて答案の完成度が突出して高かったため、同省が調査を実施したことによる。しかし、青柳は、当初は、疑念を抱いた考査委員に対して、「信頼している考査委員から漏れたとは思えない。良くできた答案もあるんじゃないか」と述べて事態の幕引きを図っていた。その後、青柳・Aともに漏洩の事実を認めた。他方で、大学の調査に対しては、当初は青柳が漏洩相手を「詳しく話せない」としたため、明大側が漏洩相手を当初は特定できない事態が生じていた。
青柳は、新司法試験が導入された2006年から、憲法に関する試験問題の作成と採点を担当する考査委員を務めており、漏洩が発覚した2015年は、13人の考査委員をとりまとめる「主査」の立場であった。考査委員は法務大臣が任命する非常勤の国家公務員としての身分を有する。学生によると、青柳は「（考査委員を）やめたいんだけど、法務省が僕の代わりはいないって言うからさー」とよく言っていたという。一般に、考査委員の講義・論文は、出題の傾向やヒントが得られるかもしれないと期待する学生から注目度や人気が高く、「考査委員は学生にとってスターだ」とされている。他方で、元考査委員によると、「研究者として大した実績がない青柳教授にとって、この肩書きは“うま味”が大きかったのでしょう」と分析されている。
その後刑事裁判の過程で、青柳は、妻子がある身でありながらAとは在学中の2013年から交際し、Aが2014年3月に大学院を修了してからも交際が続いていたことが明らかになった。この青柳とAとの関係は、漏洩事件発覚前から学内でも有名であり、書店でイチャイチャしたり、腕を組んだりハグしているのを学生に目撃されている。青柳は、1度目の司法試験に失敗したAに対して、「ベッドのなかで、私の胸でシクシクと泣くAを見て、次は絶対合格させてあげなきゃと思った」と特捜部の調べに対して供述していたという。
最終的に青柳は、2015年2月上旬から5月上旬にかけて、Aに短答式試験の憲法の問題すべてを教え、同年3月には自身が作成した論文試験の問題を教え、さらにAにそれを解かせた上で正誤を教えたり答案を添削していたことが明らかになった。その結果、Aの論文試験は、採点基準要素がほぼすべて盛り込まれていて満点に近く、短答試験も憲法は50点満点であった。さらに青柳は、Aには添削答案を持ち出さないように指示しており、試験後も「不正を裏付ける証拠は残っていないですよね」と念押しするなど、漏洩が発覚しないよう対策していた。しかし、Aは、問題を漏洩された後、自分で添削内容を思い出しながら答案を再現してパソコンに保存しており、このデータも漏洩の証拠となった。
このように、この件ではAの解答の完成度が突出していたために発覚したが、表面化せず見逃される可能性があることが指摘された。

### 授業での短答式問題の漏洩
さらに、同月20日、青柳が授業でも論点を漏らした疑いが浮上した。2015年司法試験の短答式試験の2日前、明治大学法科大学院の授業において、「財産権について『今年の司法試験の短答式で出している』などと説明」したというのである。その後の翌2016年2月、内部調査を進めていた明治大学は、青柳が短答式試験の2日前、法科大学院の授業中に特定の条文を挙げて「今年の短答式に出していて、テキストにも書いてある」と発言していた事実を認めて公表した。実際、その特定の条文が試験に出題され、青柳の本を読めば簡単に答えられる内容だった。しかし、大学側は、授業を受けていた学生は同年の司法試験を受けておらず、実際の受験生にも授業中の発言は伝わらなかったと判断したと述べている。

### 関係機関による一連の対応
司法試験委員会は、漏洩の可能性が明らかになった2015年9月5日にAを採点対象から除外、司法試験と司法試験予備試験の受験を5年間禁止とした。また、漏洩があったのは1人に限られており、合格者の判定に与えた影響はなかったとされた（ただし、上記のとおり授業でも漏洩した事実が発覚した）。
本件について上川陽子法務大臣は、記者会見で「誠に遺憾。近くワーキングチームを設置して原因を調査し、再発防止を図りたい」と述べた。
青柳が所属する明治大学広報課は、本人が同年9月8日に電話で「司法試験委員会から指摘を受けた当初は否認したが、特捜部の聴取を受けて漏洩を認めた」と説明、「大学と社会を騒がせて申し訳ない」と話していると発表した。
同大学は青柳の処分について、同年9月11日に開催された理事会において、「著しく大学の信用を傷つけ、名誉を汚す行為があった」との理由で教職員就業規則に基づき、同年9月12日付で懲戒免職とすることを決定した。
これを受け、法務省は2016年の司法試験考査委員から法科大学院教員を外す措置をとったが、漏洩防止策などの提言を取りまとめた日本弁護士連合会の早稲田祐美子副会長（元森・濱田松本法律事務所パートナー）は、定例会見で「考査委員の選任には、かなり苦労したと聞いている」とし、「できれば来年の問題作りから、元に戻していただきたい」と述べた。

### 刑事裁判
2015年10月7日、東京地検特捜部は、青柳を国家公務員法違反（守秘義務違反）で在宅起訴した。Aについては、漏洩を働きかけた証拠がないとして「刑事責任は問えない」とされた。
2015年11月10日の第1回公判には、傍聴券を求めて300人近くが列をなした。青柳は、Aに対して「元気で明るく、こんな子が自分の娘だといいな」「娘に泣かれているようで何とかしたいと思った」と述べたが、裁判官から「娘として交際していたわけではないでしょう」と追及されると、5秒ほど言葉に窮した。
同年12月24日に下された第1審判決では、「被告人は、自身が勤務する法科大学院の学生であった同女と交際していたところ、同女が前年の司法試験で不合格となったことを契機に、司法試験考査委員の立場にありながら、同女を同試験に合格させることを目的として、自ら進んで本件犯行に及んだものであり、その経緯動機に何ら酌むべきものはなく、むしろ、強い非難に値する。被告人が漏示したのは、司法試験の短答式試験の憲法の全問題及び論文式試験の問題1問であり、これを複数回にわたり繰り返し同女に示し、解かせて指導したもので、試験の公正が害される重要事項についての漏洩であり、漏洩の範囲、程度も大きい」と判示された。その上で、「本件は相当期間の懲役刑を科するのが相当な事案であるが、他方で、直ちに実刑に処するほかないとまではいえない」として、懲役1年・執行猶予5年の有罪判決となった。被告人・検察双方が控訴しなかったため、そのまま確定した。

## 著作

### 文献
- 『個人の尊重と人間の尊厳』(尚学社・1996年)
- 『人権・社会・国家』(尚学社、2002年)
- 『ベーシック・ラーニング ロースクール憲法』(戸松秀典との共編) (第一法規、2004年)
- 『憲法における人間の尊厳』(尚学社・2009年)
- 『わかりやすい憲法(人権)－警備業実務必携』(立花書房・2013年)
- 『憲法学のアポリア』(尚学社・2014年8月)
- 『憲法』(尚学社・2015年2月)

### 論文
- 「教師による生徒へのセクシュアル・ハラスメントと学校区の責任」[49]